# Резоаре (Муреш)
Резоаре (рум. Răzoare) — село у повіті Муреш в Румунії. Входить до складу комуни Міхешу-де-Кимпіє.
Село розташоване на відстані 291 км на північний захід від Бухареста, 32 км на північний захід від Тиргу-Муреша, 46 км на схід від Клуж-Напоки.

## Населення
За даними перепису населення 2002 року у селі проживали 694 особи. Рідною мовою 691 особа (99,6%) назвала румунську.
Національний склад населення села:
| Національність | Кількість осіб | Відсоток |
| -------------- | -------------- | -------- |
| румуни         | 672            | 96,8%    |
| цигани         | 21             | 3,0%     |